# Escepticisme
El corrent escèptic o escepticisme fou un corrent filosòfic iniciat per Pirró d'Elis (360 aC-270 aC). La primera forma d'escepticisme tradicionalment admesa fou el pirronisme. Els primers escèptics, a part d'escèptics o pirrònics, també rebien el nom menys habitual de zètics; aquest darrer terme significa "buscadors que busquen sense trobar res".
Encara que hi ha postures escèptiques en molts períodes de la història (des de la primera sofística fins a la postura radicalment crítica de Nietzsche, i encara més endavant), el moviment conegut popularment com a escepticisme està format principalment pel seu fundador Pirró, pel seu deixeble Timó, pels platònics Arcesilau i Carnèades i, segles després, per Enesidem i per Sext Empíric (i altres membres secundaris de l'escola).
Els escèptics desconfiaven de la capacitat de la raó per a descobrir la veritat, ja que les sensacions per les quals es percep la realitat només mostren l'aparença de les coses.
Les idees centrals de l'escepticisme són:
- No es poden saber com són les coses en si mateixes (com a màxim, se'n poden conèixer "les aparences" que se'n veuen), i el més prudent és abstenir-se de formular-hi cap judici, ja que res és fals ni vertader.
- Hom no pot fiar-se de la raó, ja que els seus coneixements es fonamenten en les sensacions.
- Voler arribar a coneixements absoluts és una font d'intranquil·litat. L'epokhé (abstenció de judici, és a dir, d'opinió i de crítica) és el pas previ a la felicitat i a l'ataràxia.
- L'única cosa que interessa en la vida, com hem dit, és aconseguir la tranquil·litat d'esperit o ataràxia. En aquest punt, l'escepticisme té punts de contacte amb l'epicureisme i, encara que en menor mesura, amb l'estoïcisme.
- Tot l'extern a l'ésser humà és indiferent.
- Atès que s'ha de viure en un món d'aparences, sempre caldrà inclinar-se pel més probable. (En aquest punt, l'escèptic Carnèades va fer una taula de coneixements probables, en què volia donar la seva opinió sobre quins fets tenen una major probabilitat, i quins una probabilitat menor.)

Cal dir, però, que l'escepticisme dels primers escèptics té poc o molt poc a veure amb l'anomenat escepticisme modern, o amb l'escepticisme que prediquen alguns pensadors individuals (com ara David Hume). També hi ha pensadors que practiquen un escepticisme moderat, o fins a un escepticisme que serveix de portal a altres coneixements dogmàtics, per exemple, Descartes o Kant.

## Breu esquema històric de l'escepticisme
Encara que fer un esquema històric d'un moviment tant plural com l'escepticisme és força complicat, un esquema-resum en podria ser el següent:
- Primers pensadors de tarannà escèptic i relativista: alguns sofistes, els megàrics, Demòcrit.
- Primers pensadors oficialment descrits com a escèptics: Pirró i el pirronisme, Timó. L'escepticisme original mostra bastantes similituds amb l'epicureisme i, tot i que en menor grau, amb l'estoïcisme.
- Acadèmia nova, que adopta bastants aspectes de l'escepticisme: Arcelislau, Carnèades.
- Darrers pensadors escèptics antics: Enesidem i Sext Empíric.
- Pensadors moderns que adopten l'escepticisme com a mètode i com a teoria, almenys parcialment: David Hume i Nietzsche, entre d'altres.
- Pensadors moderns que adopten l'escepticisme com un camí per a arribar a una postura dogmàtica: Descartes i Kant, entre d'altres.